# 1972年のワールドシリーズ
1972年の野球において、メジャーリーグベースボール（MLB）優勝決定戦の第69回ワールドシリーズ（英語: 69th World Series）は、10月14日から22日にかけて計7試合が開催された。その結果、オークランド・アスレチックス（アメリカンリーグ）がシンシナティ・レッズ（ナショナルリーグ）を4勝3敗で下し、42年ぶり6回目の優勝を果たした。
両チームの対戦はシリーズ史上初めて。アスレチックスのほぼ全選手が髭を蓄えていたのに対し、レッズは選手が髭を伸ばすのを禁止していたため、今回の両チームの対戦は "The Hairs vs. The Squares"（髭面と堅物の戦い）と呼ばれた。アスレチックスは、1930年の前回優勝時はペンシルベニア州フィラデルフィアを本拠地としており、カリフォルニア州オークランドに移転してからは今回が初優勝である。移転後のアスレチックスのみならず、オークランドを含むサンフランシスコ・ベイエリアの北米4大プロスポーツリーグ全体を通じても、今回が初の優勝だった。シリーズMVPには、7試合で打率.348・4本塁打・9打点・OPS 1.313という成績を残したアスレチックスのジーン・テナスが選出された。テナスはシリーズ中4試合で先制または勝ち越しの安打を放っており、これは1928年のルー・ゲーリッグ以来史上2人目の記録である。

## 試合結果
1972年のワールドシリーズは10月14日に開幕し、途中に移動日と雨天順延を挟んで9日間で7試合が行われた。日程・結果は以下の通り。
| 日付                                                         | 試合  | ビジター球団（先攻）         | スコア   | ホーム球団（後攻）           | 開催球場                                        | 開催球場                                                                       |
| ------------------------------------------------------------ | ----- | ---------------------------- | -------- | ---------------------------- | ----------------------------------------------- | ------------------------------------------------------------------------------ |
| 10月14日（土）                                               | 第1戦 | オークランド・アスレチックス | 3－2     | シンシナティ・レッズ         | リバーフロント・スタジアム                      | リバーフロント・ · スタジアムオークランド・アラメダ・ · カウンティ・コロシアム |
| 10月15日（日）                                               | 第2戦 | オークランド・アスレチックス | 2－1     | シンシナティ・レッズ         | リバーフロント・スタジアム                      | リバーフロント・ · スタジアムオークランド・アラメダ・ · カウンティ・コロシアム |
| 10月16日（月）                                               |       | 移動日                       | 移動日   | 移動日                       |                                                 | リバーフロント・ · スタジアムオークランド・アラメダ・ · カウンティ・コロシアム |
| 10月17日（火）                                               | 第3戦 | 雨天順延                     | 雨天順延 | 雨天順延                     | オークランド・アラメダ・ カウンティ・コロシアム | リバーフロント・ · スタジアムオークランド・アラメダ・ · カウンティ・コロシアム |
| 10月18日（水）                                               | 第3戦 | シンシナティ・レッズ         | 1－0     | オークランド・アスレチックス | オークランド・アラメダ・ カウンティ・コロシアム | リバーフロント・ · スタジアムオークランド・アラメダ・ · カウンティ・コロシアム |
| 10月19日（木）                                               | 第4戦 | シンシナティ・レッズ         | 2－3x    | オークランド・アスレチックス | オークランド・アラメダ・ カウンティ・コロシアム | リバーフロント・ · スタジアムオークランド・アラメダ・ · カウンティ・コロシアム |
| 10月20日（金）                                               | 第5戦 | シンシナティ・レッズ         | 5－4     | オークランド・アスレチックス | オークランド・アラメダ・ カウンティ・コロシアム | リバーフロント・ · スタジアムオークランド・アラメダ・ · カウンティ・コロシアム |
| 10月21日（土）                                               | 第6戦 | オークランド・アスレチックス | 1－8     | シンシナティ・レッズ         | リバーフロント・スタジアム                      | リバーフロント・ · スタジアムオークランド・アラメダ・ · カウンティ・コロシアム |
| 10月22日（日）                                               | 第7戦 | オークランド・アスレチックス | 3－2     | シンシナティ・レッズ         | リバーフロント・スタジアム                      | リバーフロント・ · スタジアムオークランド・アラメダ・ · カウンティ・コロシアム |
| 優勝：オークランド・アスレチックス（4勝3敗 / 42年ぶり6度目） |       |                              |          |                              |                                                 | リバーフロント・ · スタジアムオークランド・アラメダ・ · カウンティ・コロシアム |

### 第1戦 10月14日
- リバーフロント・スタジアム（オハイオ州シンシナティ）

|                              | 1 | 2 | 3 | 4 | 5 | 6 | 7 | 8 | 9 | R | H | E |
| ---------------------------- | - | - | - | - | - | - | - | - | - | - | - | - |
| オークランド・アスレチックス | 0 | 2 | 0 | 0 | 1 | 0 | 0 | 1 | 0 | 3 | 4 | 0 |
| シンシナティ・レッズ         | 0 | 1 | 0 | 1 | 0 | 0 | 0 | 0 | 0 | 2 | 7 | 0 |

1. 勝利：ケン・ホルツマン（1勝）
2. セーブ：ヴァイダ・ブルー（1S）
3. 敗戦：ゲイリー・ノーラン（1敗）
4. 本塁打
OAK：ジーン・テナス1号2ラン・2号ソロ
5. 審判
［球審］クリス・ペレコダス（NL）
［塁審］一塁: ジム・ホノチック（AL）、二塁: メル・スタイナー（NL）、三塁: フランク・ウモント（AL）
［外審］左翼: ボブ・エンゲル（NL）、右翼: ビル・ハラー（AL）
6. 昼間試合  試合時間: 2時間18分  観客: 5万2918人
詳細: MLB.com Gameday / Baseball-Reference.com

| オークランド・アスレチックス | オークランド・アスレチックス | オークランド・アスレチックス | オークランド・アスレチックス | オークランド・アスレチックス                                                                                     | シンシナティ・レッズ | シンシナティ・レッズ | シンシナティ・レッズ | シンシナティ・レッズ | シンシナティ・レッズ                                                                                  |
| ---------------------------- | ---------------------------- | ---------------------------- | ---------------------------- | --- | -------------------- | -------------------- | -------------------- | -------------------- | --- |
| 打順                         | 守備                         | 選手                         | 打席                         | K・ホルツマンG・テナスM・エプ · スタインD・グリーンS・バンドーB・キャンパネリスJ・ルディG・ヘンドリックM・アルー | 打順                 | 守備                 | 選手                 | 打席                 | G・ノーランJ・ベンチT・ペレスJ・モーガンD・メンキーD・コンセプシオンP・ローズB・トーランC・ジェロニモ |
| 1                            | 遊                           | B・キャンパネリス            | 右                           | K・ホルツマンG・テナスM・エプ · スタインD・グリーンS・バンドーB・キャンパネリスJ・ルディG・ヘンドリックM・アルー | 1                    | 左                   | P・ローズ            | 両                   | G・ノーランJ・ベンチT・ペレスJ・モーガンD・メンキーD・コンセプシオンP・ローズB・トーランC・ジェロニモ |
| 2                            | 左                           | J・ルディ                    | 右                           | K・ホルツマンG・テナスM・エプ · スタインD・グリーンS・バンドーB・キャンパネリスJ・ルディG・ヘンドリックM・アルー | 2                    | 二                   | J・モーガン          | 左                   | G・ノーランJ・ベンチT・ペレスJ・モーガンD・メンキーD・コンセプシオンP・ローズB・トーランC・ジェロニモ |
| 3                            | 右                           | M・アルー                    | 左                           | K・ホルツマンG・テナスM・エプ · スタインD・グリーンS・バンドーB・キャンパネリスJ・ルディG・ヘンドリックM・アルー | 3                    | 中                   | B・トーラン          | 左                   | G・ノーランJ・ベンチT・ペレスJ・モーガンD・メンキーD・コンセプシオンP・ローズB・トーランC・ジェロニモ |
| 4                            | 一                           | M・エプスタイン              | 左                           | K・ホルツマンG・テナスM・エプ · スタインD・グリーンS・バンドーB・キャンパネリスJ・ルディG・ヘンドリックM・アルー | 4                    | 捕                   | J・ベンチ            | 右                   | G・ノーランJ・ベンチT・ペレスJ・モーガンD・メンキーD・コンセプシオンP・ローズB・トーランC・ジェロニモ |
| 5                            | 三                           | S・バンドー                  | 右                           | K・ホルツマンG・テナスM・エプ · スタインD・グリーンS・バンドーB・キャンパネリスJ・ルディG・ヘンドリックM・アルー | 5                    | 一                   | T・ペレス            | 右                   | G・ノーランJ・ベンチT・ペレスJ・モーガンD・メンキーD・コンセプシオンP・ローズB・トーランC・ジェロニモ |
| 6                            | 中                           | G・ヘンドリック              | 右                           | K・ホルツマンG・テナスM・エプ · スタインD・グリーンS・バンドーB・キャンパネリスJ・ルディG・ヘンドリックM・アルー | 6                    | 三                   | D・メンキー          | 右                   | G・ノーランJ・ベンチT・ペレスJ・モーガンD・メンキーD・コンセプシオンP・ローズB・トーランC・ジェロニモ |
| 7                            | 捕                           | G・テナス                    | 右                           | K・ホルツマンG・テナスM・エプ · スタインD・グリーンS・バンドーB・キャンパネリスJ・ルディG・ヘンドリックM・アルー | 7                    | 右                   | C・ジェロニモ        | 左                   | G・ノーランJ・ベンチT・ペレスJ・モーガンD・メンキーD・コンセプシオンP・ローズB・トーランC・ジェロニモ |
| 8                            | 二                           | D・グリーン                  | 右                           | K・ホルツマンG・テナスM・エプ · スタインD・グリーンS・バンドーB・キャンパネリスJ・ルディG・ヘンドリックM・アルー | 8                    | 遊                   | D・コンセプシオン    | 右                   | G・ノーランJ・ベンチT・ペレスJ・モーガンD・メンキーD・コンセプシオンP・ローズB・トーランC・ジェロニモ |
| 9                            | 投                           | K・ホルツマン                | 右                           | K・ホルツマンG・テナスM・エプ · スタインD・グリーンS・バンドーB・キャンパネリスJ・ルディG・ヘンドリックM・アルー | 9                    | 投                   | G・ノーラン          | 右                   | G・ノーランJ・ベンチT・ペレスJ・モーガンD・メンキーD・コンセプシオンP・ローズB・トーランC・ジェロニモ |
| 先発投手                     | 先発投手                     | 先発投手                     | 投球                         | K・ホルツマンG・テナスM・エプ · スタインD・グリーンS・バンドーB・キャンパネリスJ・ルディG・ヘンドリックM・アルー | 先発投手             | 先発投手             | 先発投手             | 投球                 | G・ノーランJ・ベンチT・ペレスJ・モーガンD・メンキーD・コンセプシオンP・ローズB・トーランC・ジェロニモ |
| K・ホルツマン                | K・ホルツマン                | K・ホルツマン                | 左                           | K・ホルツマンG・テナスM・エプ · スタインD・グリーンS・バンドーB・キャンパネリスJ・ルディG・ヘンドリックM・アルー | G・ノーラン          | G・ノーラン          | G・ノーラン          | 右                   | G・ノーランJ・ベンチT・ペレスJ・モーガンD・メンキーD・コンセプシオンP・ローズB・トーランC・ジェロニモ |

### 第2戦 10月15日
- リバーフロント・スタジアム（オハイオ州シンシナティ）

|                              | 1 | 2 | 3 | 4 | 5 | 6 | 7 | 8 | 9 | R | H | E |
| ---------------------------- | - | - | - | - | - | - | - | - | - | - | - | - |
| オークランド・アスレチックス | 0 | 1 | 1 | 0 | 0 | 0 | 0 | 0 | 0 | 2 | 9 | 2 |
| シンシナティ・レッズ         | 0 | 0 | 0 | 0 | 0 | 0 | 0 | 0 | 1 | 1 | 6 | 0 |

1. 勝利：キャットフィッシュ・ハンター（1勝）
2. セーブ：ローリー・フィンガーズ（1S）
3. 敗戦：ロス・グリムズリー（1敗）
4. 本塁打
OAK：ジョー・ルディ1号ソロ
5. 審判
［球審］ジム・ホノチック（AL）
［塁審］一塁: メル・スタイナー（NL）、二塁: フランク・ウモント（AL）、三塁: ボブ・エンゲル（NL）
［外審］左翼: ビル・ハラー（AL）、右翼: クリス・ペレコダス（NL）
6. 昼間試合  試合時間: 2時間26分  観客: 5万3224人
詳細: MLB.com Gameday / Baseball-Reference.com

| オークランド・アスレチックス | オークランド・アスレチックス | オークランド・アスレチックス | オークランド・アスレチックス | オークランド・アスレチックス                                                                                   | シンシナティ・レッズ | シンシナティ・レッズ | シンシナティ・レッズ | シンシナティ・レッズ | シンシナティ・レッズ                                                                                  |
| ---------------------------- | ---------------------------- | ---------------------------- | ---------------------------- | --- | -------------------- | -------------------- | -------------------- | -------------------- | --- |
| 打順                         | 守備                         | 選手                         | 打席                         | C・ハンターG・テナスM・エプ · スタインD・グリーンS・バンドーB・キャンパネリスJ・ルディG・ヘンドリックM・アルー | 打順                 | 守備                 | 選手                 | 打席                 | R・グリムズリーJ・ベンチT・ペレスJ・モーガンD・メンキーD・チェイニーP・ローズB・トーランC・ジェロニモ |
| 1                            | 遊                           | B・キャンパネリス            | 右                           | C・ハンターG・テナスM・エプ · スタインD・グリーンS・バンドーB・キャンパネリスJ・ルディG・ヘンドリックM・アルー | 1                    | 左                   | P・ローズ            | 両                   | R・グリムズリーJ・ベンチT・ペレスJ・モーガンD・メンキーD・チェイニーP・ローズB・トーランC・ジェロニモ |
| 2                            | 右                           | M・アルー                    | 左                           | C・ハンターG・テナスM・エプ · スタインD・グリーンS・バンドーB・キャンパネリスJ・ルディG・ヘンドリックM・アルー | 2                    | 二                   | J・モーガン          | 左                   | R・グリムズリーJ・ベンチT・ペレスJ・モーガンD・メンキーD・チェイニーP・ローズB・トーランC・ジェロニモ |
| 3                            | 左                           | J・ルディ                    | 右                           | C・ハンターG・テナスM・エプ · スタインD・グリーンS・バンドーB・キャンパネリスJ・ルディG・ヘンドリックM・アルー | 3                    | 中                   | B・トーラン          | 左                   | R・グリムズリーJ・ベンチT・ペレスJ・モーガンD・メンキーD・チェイニーP・ローズB・トーランC・ジェロニモ |
| 4                            | 一                           | M・エプスタイン              | 左                           | C・ハンターG・テナスM・エプ · スタインD・グリーンS・バンドーB・キャンパネリスJ・ルディG・ヘンドリックM・アルー | 4                    | 捕                   | J・ベンチ            | 右                   | R・グリムズリーJ・ベンチT・ペレスJ・モーガンD・メンキーD・チェイニーP・ローズB・トーランC・ジェロニモ |
| 5                            | 三                           | S・バンドー                  | 右                           | C・ハンターG・テナスM・エプ · スタインD・グリーンS・バンドーB・キャンパネリスJ・ルディG・ヘンドリックM・アルー | 5                    | 一                   | T・ペレス            | 右                   | R・グリムズリーJ・ベンチT・ペレスJ・モーガンD・メンキーD・チェイニーP・ローズB・トーランC・ジェロニモ |
| 6                            | 中                           | G・ヘンドリック              | 右                           | C・ハンターG・テナスM・エプ · スタインD・グリーンS・バンドーB・キャンパネリスJ・ルディG・ヘンドリックM・アルー | 6                    | 三                   | D・メンキー          | 右                   | R・グリムズリーJ・ベンチT・ペレスJ・モーガンD・メンキーD・チェイニーP・ローズB・トーランC・ジェロニモ |
| 7                            | 捕                           | G・テナス                    | 右                           | C・ハンターG・テナスM・エプ · スタインD・グリーンS・バンドーB・キャンパネリスJ・ルディG・ヘンドリックM・アルー | 7                    | 右                   | C・ジェロニモ        | 左                   | R・グリムズリーJ・ベンチT・ペレスJ・モーガンD・メンキーD・チェイニーP・ローズB・トーランC・ジェロニモ |
| 8                            | 二                           | D・グリーン                  | 右                           | C・ハンターG・テナスM・エプ · スタインD・グリーンS・バンドーB・キャンパネリスJ・ルディG・ヘンドリックM・アルー | 8                    | 遊                   | D・チェイニー        | 両                   | R・グリムズリーJ・ベンチT・ペレスJ・モーガンD・メンキーD・チェイニーP・ローズB・トーランC・ジェロニモ |
| 9                            | 投                           | C・ハンター                  | 右                           | C・ハンターG・テナスM・エプ · スタインD・グリーンS・バンドーB・キャンパネリスJ・ルディG・ヘンドリックM・アルー | 9                    | 投                   | R・グリムズリー      | 左                   | R・グリムズリーJ・ベンチT・ペレスJ・モーガンD・メンキーD・チェイニーP・ローズB・トーランC・ジェロニモ |
| 先発投手                     | 先発投手                     | 先発投手                     | 投球                         | C・ハンターG・テナスM・エプ · スタインD・グリーンS・バンドーB・キャンパネリスJ・ルディG・ヘンドリックM・アルー | 先発投手             | 先発投手             | 先発投手             | 投球                 | R・グリムズリーJ・ベンチT・ペレスJ・モーガンD・メンキーD・チェイニーP・ローズB・トーランC・ジェロニモ |
| C・ハンター                  | C・ハンター                  | C・ハンター                  | 右                           | C・ハンターG・テナスM・エプ · スタインD・グリーンS・バンドーB・キャンパネリスJ・ルディG・ヘンドリックM・アルー | R・グリムズリー      | R・グリムズリー      | R・グリムズリー      | 左                   | R・グリムズリーJ・ベンチT・ペレスJ・モーガンD・メンキーD・チェイニーP・ローズB・トーランC・ジェロニモ |

### 第3戦 10月18日
- オークランド・アラメダ・カウンティ・コロシアム（カリフォルニア州オークランド）

|                              | 1 | 2 | 3 | 4 | 5 | 6 | 7 | 8 | 9 | R | H | E |
| ---------------------------- | - | - | - | - | - | - | - | - | - | - | - | - |
| シンシナティ・レッズ         | 0 | 0 | 0 | 0 | 0 | 0 | 1 | 0 | 0 | 1 | 4 | 2 |
| オークランド・アスレチックス | 0 | 0 | 0 | 0 | 0 | 0 | 0 | 0 | 0 | 0 | 3 | 2 |

1. 勝利：ジャック・ビリンガム（1勝）
2. セーブ：クレイ・キャロル（1S）
3. 敗戦：ブルームーン・オドム（1敗）
4. 審判
［球審］メル・スタイナー（NL）
［塁審］一塁: フランク・ウモント（AL）、二塁: ボブ・エンゲル（NL）、三塁: ビル・ハラー（AL）
［外審］左翼: クリス・ペレコダス（NL）、右翼: ジム・ホノチック（AL）
5. 夜間試合  試合時間: 2時間24分  観客: 4万9410人
詳細: MLB.com Gameday / Baseball-Reference.com

| シンシナティ・レッズ | シンシナティ・レッズ | シンシナティ・レッズ | シンシナティ・レッズ | シンシナティ・レッズ                                                                                | オークランド・アスレチックス | オークランド・アスレチックス | オークランド・アスレチックス | オークランド・アスレチックス | オークランド・アスレチックス                                                                                 |
| -------------------- | -------------------- | -------------------- | -------------------- | --------------------------------------------------------------------------------------------------- | ---------------------------- | ---------------------------- | ---------------------------- | ---------------------------- | --- |
| 打順                 | 守備                 | 選手                 | 打席                 | J・ビリンガムJ・ベンチT・ペレスJ・モーガンD・メンキーD・チェイニーP・ローズB・トーランC・ジェロニモ | 打順                         | 守備                         | 選手                         | 打席                         | B・オドムG・テナスM・エプ · スタインD・グリーンS・バンドーB・キャンパネリスJ・ルディG・ヘンドリックM・アルー |
| 1                    | 左                   | P・ローズ            | 両                   | J・ビリンガムJ・ベンチT・ペレスJ・モーガンD・メンキーD・チェイニーP・ローズB・トーランC・ジェロニモ | 1                            | 遊                           | B・キャンパネリス            | 右                           | B・オドムG・テナスM・エプ · スタインD・グリーンS・バンドーB・キャンパネリスJ・ルディG・ヘンドリックM・アルー |
| 2                    | 二                   | J・モーガン          | 左                   | J・ビリンガムJ・ベンチT・ペレスJ・モーガンD・メンキーD・チェイニーP・ローズB・トーランC・ジェロニモ | 2                            | 右                           | M・アルー                    | 左                           | B・オドムG・テナスM・エプ · スタインD・グリーンS・バンドーB・キャンパネリスJ・ルディG・ヘンドリックM・アルー |
| 3                    | 中                   | B・トーラン          | 左                   | J・ビリンガムJ・ベンチT・ペレスJ・モーガンD・メンキーD・チェイニーP・ローズB・トーランC・ジェロニモ | 3                            | 左                           | J・ルディ                    | 右                           | B・オドムG・テナスM・エプ · スタインD・グリーンS・バンドーB・キャンパネリスJ・ルディG・ヘンドリックM・アルー |
| 4                    | 捕                   | J・ベンチ            | 右                   | J・ビリンガムJ・ベンチT・ペレスJ・モーガンD・メンキーD・チェイニーP・ローズB・トーランC・ジェロニモ | 4                            | 一                           | M・エプスタイン              | 左                           | B・オドムG・テナスM・エプ · スタインD・グリーンS・バンドーB・キャンパネリスJ・ルディG・ヘンドリックM・アルー |
| 5                    | 一                   | T・ペレス            | 右                   | J・ビリンガムJ・ベンチT・ペレスJ・モーガンD・メンキーD・チェイニーP・ローズB・トーランC・ジェロニモ | 5                            | 三                           | S・バンドー                  | 右                           | B・オドムG・テナスM・エプ · スタインD・グリーンS・バンドーB・キャンパネリスJ・ルディG・ヘンドリックM・アルー |
| 6                    | 三                   | D・メンキー          | 右                   | J・ビリンガムJ・ベンチT・ペレスJ・モーガンD・メンキーD・チェイニーP・ローズB・トーランC・ジェロニモ | 6                            | 中                           | G・ヘンドリック              | 右                           | B・オドムG・テナスM・エプ · スタインD・グリーンS・バンドーB・キャンパネリスJ・ルディG・ヘンドリックM・アルー |
| 7                    | 右                   | C・ジェロニモ        | 左                   | J・ビリンガムJ・ベンチT・ペレスJ・モーガンD・メンキーD・チェイニーP・ローズB・トーランC・ジェロニモ | 7                            | 捕                           | G・テナス                    | 右                           | B・オドムG・テナスM・エプ · スタインD・グリーンS・バンドーB・キャンパネリスJ・ルディG・ヘンドリックM・アルー |
| 8                    | 遊                   | D・チェイニー        | 両                   | J・ビリンガムJ・ベンチT・ペレスJ・モーガンD・メンキーD・チェイニーP・ローズB・トーランC・ジェロニモ | 8                            | 二                           | D・グリーン                  | 右                           | B・オドムG・テナスM・エプ · スタインD・グリーンS・バンドーB・キャンパネリスJ・ルディG・ヘンドリックM・アルー |
| 9                    | 投                   | J・ビリンガム        | 右                   | J・ビリンガムJ・ベンチT・ペレスJ・モーガンD・メンキーD・チェイニーP・ローズB・トーランC・ジェロニモ | 9                            | 投                           | B・オドム                    | 右                           | B・オドムG・テナスM・エプ · スタインD・グリーンS・バンドーB・キャンパネリスJ・ルディG・ヘンドリックM・アルー |
| 先発投手             | 先発投手             | 先発投手             | 投球                 | J・ビリンガムJ・ベンチT・ペレスJ・モーガンD・メンキーD・チェイニーP・ローズB・トーランC・ジェロニモ | 先発投手                     | 先発投手                     | 先発投手                     | 投球                         | B・オドムG・テナスM・エプ · スタインD・グリーンS・バンドーB・キャンパネリスJ・ルディG・ヘンドリックM・アルー |
| J・ビリンガム        | J・ビリンガム        | J・ビリンガム        | 右                   | J・ビリンガムJ・ベンチT・ペレスJ・モーガンD・メンキーD・チェイニーP・ローズB・トーランC・ジェロニモ | B・オドム                    | B・オドム                    | B・オドム                    | 右                           | B・オドムG・テナスM・エプ · スタインD・グリーンS・バンドーB・キャンパネリスJ・ルディG・ヘンドリックM・アルー |

8回表、レッズはアスレチックス2番手ヴァイダ・ブルーから四球と安打で一死一・三塁の好機を作り、4番ジョニー・ベンチに打席をまわした。ここでアスレチックスはブルーを下げ、ローリー・フィンガーズをマウンドへ送った。打席の途中に一塁走者ボビー・トーランが盗塁し、一塁が空いたところでフルカウントとなると、アスレチックス監督のディック・ウィリアムズが出てきて、フィンガーズや捕手のジーン・テナスらとなにやら話し合った。プレイが再開されると、テナスは立ち上がって右腕を広げ、敬遠の素振りを見せた。しかしフィンガーズが投球動作に入ったとたん、テナスがしゃがみこんで捕球体勢をとった。フィンガーズは外角へスライダーを投じ、ベンチはこれを見送って一塁へ歩きかけたが、球審のメル・スタイナーはストライクと判定し、ベンチは見逃し三振となった。
フィンガーズはウィリアムズに敬遠偽装作戦を告げられ「本気で言ってるのか？ リトルリーグじゃないんだぞ」と言い返したが、いざ作戦通りに投げてみると「たぶん野球人生で最高のスライダーが投げられた」という。ベンチは「（三塁走者）ジョー・モーガンが注意しろと叫んでたから、何かあるなとは思ったが、対応する準備はできていなかった」「準備できていれば打ちにいったかもしれないが、確かにいい球ではあったよ」と振り返った。アスレチックスはこのあと満塁策を採り、フィンガーズが6番デニス・メンキーを二邪飛に打ち取って危機を脱したが、試合自体はレッズが1－0で勝利を収めている。
MLBでは2017年より、敬遠は審判に申告すれば実際に投球することなく打者を歩かせられるようになった。そのため、このようなフェイクプレイが起きる余地はなくなった。

### 第4戦 10月19日
- オークランド・アラメダ・カウンティ・コロシアム（カリフォルニア州オークランド）

|                              | 1 | 2 | 3 | 4 | 5 | 6 | 7 | 8 | 9  | R | H  | E |
| ---------------------------- | - | - | - | - | - | - | - | - | -- | - | -- | - |
| シンシナティ・レッズ         | 0 | 0 | 0 | 0 | 0 | 0 | 0 | 2 | 0  | 2 | 7  | 1 |
| オークランド・アスレチックス | 0 | 0 | 0 | 0 | 1 | 0 | 0 | 0 | 2x | 3 | 10 | 1 |

1. 勝利：ローリー・フィンガーズ（1勝1S）
2. 敗戦：クレイ・キャロル（1敗1S）
3. 本塁打
OAK：ジーン・テナス3号ソロ
4. 審判
［球審］フランク・ウモント（AL）
［塁審］一塁: ボブ・エンゲル（NL）、二塁: ビル・ハラー（AL）、三塁: クリス・ペレコダス（NL）
［外審］左翼: ジム・ホノチック（AL）、右翼: メル・スタイナー（NL）
5. 夜間試合  試合時間: 2時間6分  観客: 4万9410人
詳細: MLB.com Gameday / Baseball-Reference.com

| シンシナティ・レッズ | シンシナティ・レッズ | シンシナティ・レッズ | シンシナティ・レッズ | シンシナティ・レッズ                                                                                | オークランド・アスレチックス | オークランド・アスレチックス | オークランド・アスレチックス | オークランド・アスレチックス | オークランド・アスレチックス                                                                                     |
| -------------------- | -------------------- | -------------------- | -------------------- | --------------------------------------------------------------------------------------------------- | ---------------------------- | ---------------------------- | ---------------------------- | ---------------------------- | --- |
| 打順                 | 守備                 | 選手                 | 打席                 | D・ガレットJ・ベンチT・ペレスJ・モーガンD・メンキーD・コンセプシオンP・ローズB・トーランH・マクレー | 打順                         | 守備                         | 選手                         | 打席                         | K・ホルツマンG・テナスM・エプ · スタインD・グリーンS・バンドーB・キャンパネリスJ・ルディG・ヘンドリックM・アルー |
| 1                    | 左                   | P・ローズ            | 両                   | D・ガレットJ・ベンチT・ペレスJ・モーガンD・メンキーD・コンセプシオンP・ローズB・トーランH・マクレー | 1                            | 遊                           | B・キャンパネリス            | 右                           | K・ホルツマンG・テナスM・エプ · スタインD・グリーンS・バンドーB・キャンパネリスJ・ルディG・ヘンドリックM・アルー |
| 2                    | 二                   | J・モーガン          | 左                   | D・ガレットJ・ベンチT・ペレスJ・モーガンD・メンキーD・コンセプシオンP・ローズB・トーランH・マクレー | 2                            | 右                           | M・アルー                    | 左                           | K・ホルツマンG・テナスM・エプ · スタインD・グリーンS・バンドーB・キャンパネリスJ・ルディG・ヘンドリックM・アルー |
| 3                    | 中                   | B・トーラン          | 左                   | D・ガレットJ・ベンチT・ペレスJ・モーガンD・メンキーD・コンセプシオンP・ローズB・トーランH・マクレー | 3                            | 左                           | J・ルディ                    | 右                           | K・ホルツマンG・テナスM・エプ · スタインD・グリーンS・バンドーB・キャンパネリスJ・ルディG・ヘンドリックM・アルー |
| 4                    | 捕                   | J・ベンチ            | 右                   | D・ガレットJ・ベンチT・ペレスJ・モーガンD・メンキーD・コンセプシオンP・ローズB・トーランH・マクレー | 4                            | 三                           | S・バンドー                  | 右                           | K・ホルツマンG・テナスM・エプ · スタインD・グリーンS・バンドーB・キャンパネリスJ・ルディG・ヘンドリックM・アルー |
| 5                    | 一                   | T・ペレス            | 右                   | D・ガレットJ・ベンチT・ペレスJ・モーガンD・メンキーD・コンセプシオンP・ローズB・トーランH・マクレー | 5                            | 一                           | M・エプスタイン              | 左                           | K・ホルツマンG・テナスM・エプ · スタインD・グリーンS・バンドーB・キャンパネリスJ・ルディG・ヘンドリックM・アルー |
| 6                    | 右                   | H・マクレー          | 右                   | D・ガレットJ・ベンチT・ペレスJ・モーガンD・メンキーD・コンセプシオンP・ローズB・トーランH・マクレー | 6                            | 中                           | G・ヘンドリック              | 右                           | K・ホルツマンG・テナスM・エプ · スタインD・グリーンS・バンドーB・キャンパネリスJ・ルディG・ヘンドリックM・アルー |
| 7                    | 三                   | D・メンキー          | 右                   | D・ガレットJ・ベンチT・ペレスJ・モーガンD・メンキーD・コンセプシオンP・ローズB・トーランH・マクレー | 7                            | 捕                           | G・テナス                    | 右                           | K・ホルツマンG・テナスM・エプ · スタインD・グリーンS・バンドーB・キャンパネリスJ・ルディG・ヘンドリックM・アルー |
| 8                    | 遊                   | D・コンセプシオン    | 右                   | D・ガレットJ・ベンチT・ペレスJ・モーガンD・メンキーD・コンセプシオンP・ローズB・トーランH・マクレー | 8                            | 二                           | D・グリーン                  | 右                           | K・ホルツマンG・テナスM・エプ · スタインD・グリーンS・バンドーB・キャンパネリスJ・ルディG・ヘンドリックM・アルー |
| 9                    | 投                   | D・ガレット          | 右                   | D・ガレットJ・ベンチT・ペレスJ・モーガンD・メンキーD・コンセプシオンP・ローズB・トーランH・マクレー | 9                            | 投                           | K・ホルツマン                | 右                           | K・ホルツマンG・テナスM・エプ · スタインD・グリーンS・バンドーB・キャンパネリスJ・ルディG・ヘンドリックM・アルー |
| 先発投手             | 先発投手             | 先発投手             | 投球                 | D・ガレットJ・ベンチT・ペレスJ・モーガンD・メンキーD・コンセプシオンP・ローズB・トーランH・マクレー | 先発投手                     | 先発投手                     | 先発投手                     | 投球                         | K・ホルツマンG・テナスM・エプ · スタインD・グリーンS・バンドーB・キャンパネリスJ・ルディG・ヘンドリックM・アルー |
| D・ガレット          | D・ガレット          | D・ガレット          | 左                   | D・ガレットJ・ベンチT・ペレスJ・モーガンD・メンキーD・コンセプシオンP・ローズB・トーランH・マクレー | K・ホルツマン                | K・ホルツマン                | K・ホルツマン                | 左                           | K・ホルツマンG・テナスM・エプ · スタインD・グリーンS・バンドーB・キャンパネリスJ・ルディG・ヘンドリックM・アルー |

### 第5戦 10月20日
- オークランド・アラメダ・カウンティ・コロシアム（カリフォルニア州オークランド）

|                              | 1 | 2 | 3 | 4 | 5 | 6 | 7 | 8 | 9 | R | H | E |
| ---------------------------- | - | - | - | - | - | - | - | - | - | - | - | - |
| シンシナティ・レッズ         | 1 | 0 | 0 | 1 | 1 | 0 | 0 | 1 | 1 | 5 | 8 | 0 |
| オークランド・アスレチックス | 0 | 3 | 0 | 1 | 0 | 0 | 0 | 0 | 0 | 4 | 7 | 2 |

1. 勝利：ロス・グリムズリー（1勝1敗）
2. セーブ：ジャック・ビリンガム（1勝1S）
3. 敗戦：ローリー・フィンガーズ（1勝1敗1S）
4. 本塁打
CIN：ピート・ローズ1号ソロ、デニス・メンキー1号ソロ
OAK：ジーン・テナス4号3ラン
5. 審判
［球審］ボブ・エンゲル（NL）
［塁審］一塁: ビル・ハラー（AL）、二塁: クリス・ペレコダス（NL）、三塁: ジム・ホノチック（AL）
［外審］左翼: メル・スタイナー（NL）、右翼: フランク・ウモント（AL）
6. 昼間試合  試合時間: 2時間26分  観客: 4万9410人
詳細: MLB.com Gameday / Baseball-Reference.com

| シンシナティ・レッズ | シンシナティ・レッズ | シンシナティ・レッズ | シンシナティ・レッズ | シンシナティ・レッズ                                                                                    | オークランド・アスレチックス | オークランド・アスレチックス | オークランド・アスレチックス | オークランド・アスレチックス | オークランド・アスレチックス                                                                                   |
| -------------------- | -------------------- | -------------------- | -------------------- | --- | ---------------------------- | ---------------------------- | ---------------------------- | ---------------------------- | --- |
| 打順                 | 守備                 | 選手                 | 打席                 | J・マクグロスリンJ・ベンチT・ペレスJ・モーガンD・メンキーD・チェイニーP・ローズB・トーランC・ジェロニモ | 打順                         | 守備                         | 選手                         | 打席                         | C・ハンターG・テナスM・エプ · スタインD・グリーンS・バンドーB・キャンパネリスJ・ルディG・ヘンドリックM・アルー |
| 1                    | 左                   | P・ローズ            | 両                   | J・マクグロスリンJ・ベンチT・ペレスJ・モーガンD・メンキーD・チェイニーP・ローズB・トーランC・ジェロニモ | 1                            | 遊                           | B・キャンパネリス            | 右                           | C・ハンターG・テナスM・エプ · スタインD・グリーンS・バンドーB・キャンパネリスJ・ルディG・ヘンドリックM・アルー |
| 2                    | 二                   | J・モーガン          | 左                   | J・マクグロスリンJ・ベンチT・ペレスJ・モーガンD・メンキーD・チェイニーP・ローズB・トーランC・ジェロニモ | 2                            | 右                           | M・アルー                    | 左                           | C・ハンターG・テナスM・エプ · スタインD・グリーンS・バンドーB・キャンパネリスJ・ルディG・ヘンドリックM・アルー |
| 3                    | 中                   | B・トーラン          | 左                   | J・マクグロスリンJ・ベンチT・ペレスJ・モーガンD・メンキーD・チェイニーP・ローズB・トーランC・ジェロニモ | 3                            | 左                           | J・ルディ                    | 右                           | C・ハンターG・テナスM・エプ · スタインD・グリーンS・バンドーB・キャンパネリスJ・ルディG・ヘンドリックM・アルー |
| 4                    | 捕                   | J・ベンチ            | 右                   | J・マクグロスリンJ・ベンチT・ペレスJ・モーガンD・メンキーD・チェイニーP・ローズB・トーランC・ジェロニモ | 4                            | 一                           | M・エプスタイン              | 左                           | C・ハンターG・テナスM・エプ · スタインD・グリーンS・バンドーB・キャンパネリスJ・ルディG・ヘンドリックM・アルー |
| 5                    | 一                   | T・ペレス            | 右                   | J・マクグロスリンJ・ベンチT・ペレスJ・モーガンD・メンキーD・チェイニーP・ローズB・トーランC・ジェロニモ | 5                            | 三                           | S・バンドー                  | 右                           | C・ハンターG・テナスM・エプ · スタインD・グリーンS・バンドーB・キャンパネリスJ・ルディG・ヘンドリックM・アルー |
| 6                    | 三                   | D・メンキー          | 右                   | J・マクグロスリンJ・ベンチT・ペレスJ・モーガンD・メンキーD・チェイニーP・ローズB・トーランC・ジェロニモ | 6                            | 中                           | G・ヘンドリック              | 右                           | C・ハンターG・テナスM・エプ · スタインD・グリーンS・バンドーB・キャンパネリスJ・ルディG・ヘンドリックM・アルー |
| 7                    | 右                   | C・ジェロニモ        | 左                   | J・マクグロスリンJ・ベンチT・ペレスJ・モーガンD・メンキーD・チェイニーP・ローズB・トーランC・ジェロニモ | 7                            | 捕                           | G・テナス                    | 右                           | C・ハンターG・テナスM・エプ · スタインD・グリーンS・バンドーB・キャンパネリスJ・ルディG・ヘンドリックM・アルー |
| 8                    | 遊                   | D・チェイニー        | 両                   | J・マクグロスリンJ・ベンチT・ペレスJ・モーガンD・メンキーD・チェイニーP・ローズB・トーランC・ジェロニモ | 8                            | 二                           | D・グリーン                  | 右                           | C・ハンターG・テナスM・エプ · スタインD・グリーンS・バンドーB・キャンパネリスJ・ルディG・ヘンドリックM・アルー |
| 9                    | 投                   | J・マクグロスリン    | 右                   | J・マクグロスリンJ・ベンチT・ペレスJ・モーガンD・メンキーD・チェイニーP・ローズB・トーランC・ジェロニモ | 9                            | 投                           | C・ハンター                  | 右                           | C・ハンターG・テナスM・エプ · スタインD・グリーンS・バンドーB・キャンパネリスJ・ルディG・ヘンドリックM・アルー |
| 先発投手             | 先発投手             | 先発投手             | 投球                 | J・マクグロスリンJ・ベンチT・ペレスJ・モーガンD・メンキーD・チェイニーP・ローズB・トーランC・ジェロニモ | 先発投手                     | 先発投手                     | 先発投手                     | 投球                         | C・ハンターG・テナスM・エプ · スタインD・グリーンS・バンドーB・キャンパネリスJ・ルディG・ヘンドリックM・アルー |
| J・マクグロスリン    | J・マクグロスリン    | J・マクグロスリン    | 右                   | J・マクグロスリンJ・ベンチT・ペレスJ・モーガンD・メンキーD・チェイニーP・ローズB・トーランC・ジェロニモ | C・ハンター                  | C・ハンター                  | C・ハンター                  | 右                           | C・ハンターG・テナスM・エプ · スタインD・グリーンS・バンドーB・キャンパネリスJ・ルディG・ヘンドリックM・アルー |

### 第6戦 10月21日
- リバーフロント・スタジアム（オハイオ州シンシナティ）

|                              | 1 | 2 | 3 | 4 | 5 | 6 | 7 | 8 | 9 | R | H  | E |
| ---------------------------- | - | - | - | - | - | - | - | - | - | - | -- | - |
| オークランド・アスレチックス | 0 | 0 | 0 | 0 | 1 | 0 | 0 | 0 | 0 | 1 | 7  | 1 |
| シンシナティ・レッズ         | 0 | 0 | 0 | 1 | 1 | 1 | 5 | 0 | X | 8 | 10 | 0 |

1. 勝利：ロス・グリムズリー（2勝1敗）
2. セーブ：トム・ホール（1S）
3. 敗戦：ヴァイダ・ブルー（1敗1S）
4. 本塁打
CIN：ジョニー・ベンチ1号ソロ
5. 審判
［球審］ビル・ハラー（AL）
［塁審］一塁: クリス・ペレコダス（NL）、二塁: ジム・ホノチック（AL）、三塁: メル・スタイナー（NL）
［外審］左翼: フランク・ウモント（AL）、右翼: ボブ・エンゲル（NL）
6. 昼間試合  試合時間: 2時間21分  観客: 5万2737人
詳細: MLB.com Gameday / Baseball-Reference.com

| オークランド・アスレチックス | オークランド・アスレチックス | オークランド・アスレチックス | オークランド・アスレチックス | オークランド・アスレチックス                                                                                 | シンシナティ・レッズ | シンシナティ・レッズ | シンシナティ・レッズ | シンシナティ・レッズ | シンシナティ・レッズ                                                                                |
| ---------------------------- | ---------------------------- | ---------------------------- | ---------------------------- | --- | -------------------- | -------------------- | -------------------- | -------------------- | --------------------------------------------------------------------------------------------------- |
| 打順                         | 守備                         | 選手                         | 打席                         | V・ブルーG・テナスM・エプ · スタインD・グリーンS・バンドーB・キャンパネリスJ・ルディA・マングアールM・アルー | 打順                 | 守備                 | 選手                 | 打席                 | G・ノーランJ・ベンチT・ペレスJ・モーガンD・メンキーD・コンセプシオンP・ローズB・トーランH・マクレー |
| 1                            | 遊                           | B・キャンパネリス            | 右                           | V・ブルーG・テナスM・エプ · スタインD・グリーンS・バンドーB・キャンパネリスJ・ルディA・マングアールM・アルー | 1                    | 左                   | P・ローズ            | 両                   | G・ノーランJ・ベンチT・ペレスJ・モーガンD・メンキーD・コンセプシオンP・ローズB・トーランH・マクレー |
| 2                            | 右                           | M・アルー                    | 左                           | V・ブルーG・テナスM・エプ · スタインD・グリーンS・バンドーB・キャンパネリスJ・ルディA・マングアールM・アルー | 2                    | 二                   | J・モーガン          | 左                   | G・ノーランJ・ベンチT・ペレスJ・モーガンD・メンキーD・コンセプシオンP・ローズB・トーランH・マクレー |
| 3                            | 左                           | J・ルディ                    | 右                           | V・ブルーG・テナスM・エプ · スタインD・グリーンS・バンドーB・キャンパネリスJ・ルディA・マングアールM・アルー | 3                    | 中                   | B・トーラン          | 左                   | G・ノーランJ・ベンチT・ペレスJ・モーガンD・メンキーD・コンセプシオンP・ローズB・トーランH・マクレー |
| 4                            | 一                           | M・エプスタイン              | 左                           | V・ブルーG・テナスM・エプ · スタインD・グリーンS・バンドーB・キャンパネリスJ・ルディA・マングアールM・アルー | 4                    | 捕                   | J・ベンチ            | 右                   | G・ノーランJ・ベンチT・ペレスJ・モーガンD・メンキーD・コンセプシオンP・ローズB・トーランH・マクレー |
| 5                            | 三                           | S・バンドー                  | 右                           | V・ブルーG・テナスM・エプ · スタインD・グリーンS・バンドーB・キャンパネリスJ・ルディA・マングアールM・アルー | 5                    | 一                   | T・ペレス            | 右                   | G・ノーランJ・ベンチT・ペレスJ・モーガンD・メンキーD・コンセプシオンP・ローズB・トーランH・マクレー |
| 6                            | 中                           | A・マングアール              | 右                           | V・ブルーG・テナスM・エプ · スタインD・グリーンS・バンドーB・キャンパネリスJ・ルディA・マングアールM・アルー | 6                    | 右                   | H・マクレー          | 右                   | G・ノーランJ・ベンチT・ペレスJ・モーガンD・メンキーD・コンセプシオンP・ローズB・トーランH・マクレー |
| 7                            | 捕                           | G・テナス                    | 右                           | V・ブルーG・テナスM・エプ · スタインD・グリーンS・バンドーB・キャンパネリスJ・ルディA・マングアールM・アルー | 7                    | 三                   | D・メンキー          | 右                   | G・ノーランJ・ベンチT・ペレスJ・モーガンD・メンキーD・コンセプシオンP・ローズB・トーランH・マクレー |
| 8                            | 二                           | D・グリーン                  | 右                           | V・ブルーG・テナスM・エプ · スタインD・グリーンS・バンドーB・キャンパネリスJ・ルディA・マングアールM・アルー | 8                    | 遊                   | D・コンセプシオン    | 右                   | G・ノーランJ・ベンチT・ペレスJ・モーガンD・メンキーD・コンセプシオンP・ローズB・トーランH・マクレー |
| 9                            | 投                           | V・ブルー                    | 両                           | V・ブルーG・テナスM・エプ · スタインD・グリーンS・バンドーB・キャンパネリスJ・ルディA・マングアールM・アルー | 9                    | 投                   | G・ノーラン          | 右                   | G・ノーランJ・ベンチT・ペレスJ・モーガンD・メンキーD・コンセプシオンP・ローズB・トーランH・マクレー |
| 先発投手                     | 先発投手                     | 先発投手                     | 投球                         | V・ブルーG・テナスM・エプ · スタインD・グリーンS・バンドーB・キャンパネリスJ・ルディA・マングアールM・アルー | 先発投手             | 先発投手             | 先発投手             | 投球                 | G・ノーランJ・ベンチT・ペレスJ・モーガンD・メンキーD・コンセプシオンP・ローズB・トーランH・マクレー |
| V・ブルー                    | V・ブルー                    | V・ブルー                    | 左                           | V・ブルーG・テナスM・エプ · スタインD・グリーンS・バンドーB・キャンパネリスJ・ルディA・マングアールM・アルー | G・ノーラン          | G・ノーラン          | G・ノーラン          | 右                   | G・ノーランJ・ベンチT・ペレスJ・モーガンD・メンキーD・コンセプシオンP・ローズB・トーランH・マクレー |

### 第7戦 10月22日
- リバーフロント・スタジアム（オハイオ州シンシナティ）

|                              | 1 | 2 | 3 | 4 | 5 | 6 | 7 | 8 | 9 | R | H | E |
| ---------------------------- | - | - | - | - | - | - | - | - | - | - | - | - |
| オークランド・アスレチックス | 1 | 0 | 0 | 0 | 0 | 2 | 0 | 0 | 0 | 3 | 6 | 1 |
| シンシナティ・レッズ         | 0 | 0 | 0 | 0 | 1 | 0 | 0 | 1 | 0 | 2 | 4 | 2 |

1. 勝利：キャットフィッシュ・ハンター（2勝）
2. セーブ：ローリー・フィンガーズ（1勝1敗2S）
3. 敗戦：ペドロ・ボーボン（1敗）
4. 審判
［球審］クリス・ペレコダス（NL）
［塁審］一塁: ジム・ホノチック（AL）、二塁: メル・スタイナー（NL）、三塁: フランク・ウモント（AL）
［外審］左翼: ボブ・エンゲル（NL）、右翼: ビル・ハラー（AL）
5. 昼間試合  試合時間: 2時間50分  観客: 5万6040人
詳細: MLB.com Gameday / Baseball-Reference.com

| オークランド・アスレチックス | オークランド・アスレチックス | オークランド・アスレチックス | オークランド・アスレチックス | オークランド・アスレチックス                                                                          | シンシナティ・レッズ | シンシナティ・レッズ | シンシナティ・レッズ | シンシナティ・レッズ | シンシナティ・レッズ                                                                                    |
| ---------------------------- | ---------------------------- | ---------------------------- | ---------------------------- | --- | -------------------- | -------------------- | -------------------- | -------------------- | --- |
| 打順                         | 守備                         | 選手                         | 打席                         | B・オドムD・ダンカンG・テナスD・グリーンS・バンドーB・キャンパネリスJ・ルディA・マングアールM・アルー | 打順                 | 守備                 | 選手                 | 打席                 | J・ビリンガムJ・ベンチT・ペレスJ・モーガンD・メンキーD・コンセプシオンP・ローズB・トーランC・ジェロニモ |
| 1                            | 遊                           | B・キャンパネリス            | 右                           | B・オドムD・ダンカンG・テナスD・グリーンS・バンドーB・キャンパネリスJ・ルディA・マングアールM・アルー | 1                    | 左                   | P・ローズ            | 両                   | J・ビリンガムJ・ベンチT・ペレスJ・モーガンD・メンキーD・コンセプシオンP・ローズB・トーランC・ジェロニモ |
| 2                            | 中                           | A・マングアール              | 右                           | B・オドムD・ダンカンG・テナスD・グリーンS・バンドーB・キャンパネリスJ・ルディA・マングアールM・アルー | 2                    | 二                   | J・モーガン          | 左                   | J・ビリンガムJ・ベンチT・ペレスJ・モーガンD・メンキーD・コンセプシオンP・ローズB・トーランC・ジェロニモ |
| 3                            | 左                           | J・ルディ                    | 右                           | B・オドムD・ダンカンG・テナスD・グリーンS・バンドーB・キャンパネリスJ・ルディA・マングアールM・アルー | 3                    | 中                   | B・トーラン          | 左                   | J・ビリンガムJ・ベンチT・ペレスJ・モーガンD・メンキーD・コンセプシオンP・ローズB・トーランC・ジェロニモ |
| 4                            | 一                           | G・テナス                    | 右                           | B・オドムD・ダンカンG・テナスD・グリーンS・バンドーB・キャンパネリスJ・ルディA・マングアールM・アルー | 4                    | 捕                   | J・ベンチ            | 右                   | J・ビリンガムJ・ベンチT・ペレスJ・モーガンD・メンキーD・コンセプシオンP・ローズB・トーランC・ジェロニモ |
| 5                            | 三                           | S・バンドー                  | 右                           | B・オドムD・ダンカンG・テナスD・グリーンS・バンドーB・キャンパネリスJ・ルディA・マングアールM・アルー | 5                    | 一                   | T・ペレス            | 右                   | J・ビリンガムJ・ベンチT・ペレスJ・モーガンD・メンキーD・コンセプシオンP・ローズB・トーランC・ジェロニモ |
| 6                            | 右                           | M・アルー                    | 左                           | B・オドムD・ダンカンG・テナスD・グリーンS・バンドーB・キャンパネリスJ・ルディA・マングアールM・アルー | 6                    | 三                   | D・メンキー          | 右                   | J・ビリンガムJ・ベンチT・ペレスJ・モーガンD・メンキーD・コンセプシオンP・ローズB・トーランC・ジェロニモ |
| 7                            | 捕                           | D・ダンカン                  | 右                           | B・オドムD・ダンカンG・テナスD・グリーンS・バンドーB・キャンパネリスJ・ルディA・マングアールM・アルー | 7                    | 右                   | C・ジェロニモ        | 左                   | J・ビリンガムJ・ベンチT・ペレスJ・モーガンD・メンキーD・コンセプシオンP・ローズB・トーランC・ジェロニモ |
| 8                            | 二                           | D・グリーン                  | 右                           | B・オドムD・ダンカンG・テナスD・グリーンS・バンドーB・キャンパネリスJ・ルディA・マングアールM・アルー | 8                    | 遊                   | D・コンセプシオン    | 右                   | J・ビリンガムJ・ベンチT・ペレスJ・モーガンD・メンキーD・コンセプシオンP・ローズB・トーランC・ジェロニモ |
| 9                            | 投                           | B・オドム                    | 右                           | B・オドムD・ダンカンG・テナスD・グリーンS・バンドーB・キャンパネリスJ・ルディA・マングアールM・アルー | 9                    | 投                   | J・ビリンガム        | 右                   | J・ビリンガムJ・ベンチT・ペレスJ・モーガンD・メンキーD・コンセプシオンP・ローズB・トーランC・ジェロニモ |
| 先発投手                     | 先発投手                     | 先発投手                     | 投球                         | B・オドムD・ダンカンG・テナスD・グリーンS・バンドーB・キャンパネリスJ・ルディA・マングアールM・アルー | 先発投手             | 先発投手             | 先発投手             | 投球                 | J・ビリンガムJ・ベンチT・ペレスJ・モーガンD・メンキーD・コンセプシオンP・ローズB・トーランC・ジェロニモ |
| B・オドム                    | B・オドム                    | B・オドム                    | 右                           | B・オドムD・ダンカンG・テナスD・グリーンS・バンドーB・キャンパネリスJ・ルディA・マングアールM・アルー | J・ビリンガム        | J・ビリンガム        | J・ビリンガム        | 右                   | J・ビリンガムJ・ベンチT・ペレスJ・モーガンD・メンキーD・コンセプシオンP・ローズB・トーランC・ジェロニモ |